# مجلة الرياضيات
مجلة الرياضيات (بالإنجليزية: Mathematics Magazine)‏ هي مجلة محكمة تصدر مرة كل شهرين عن اتحاد الرياضيات الأمريكي. جمهورها المعني هو معلمي ودارسي الرياضيات بالجامعة. والمجلة تختص بالرياضيات بشكل أساسي وغير معنية بطرق تدريسها. تمتاز مقالاتها بعرض الرياضيات في سياقها، مع أمثلة وتطبيقات ورسوم توضيحية وخلفية تاريخية بدلاً من أسلوب المجلات البحثية المقتضب في عرض «برهان النظرية». في عام 2008 بلغ عدد النسخ المباعة 9,500 من أصل إجمالي 10,000 نسخة.
مجلة الرياضيات هي استمرار لـ "Mathematics News Letter" رسالة أخبار الرياضيات (1926-1934) و "National Mathematics Magazine" مجلة الرياضيات الوطنية (1934-1945). عام 1981 أصبحت دوريس شاتشنيدر [الإنجليزية] أول محررة لمجلة الرياضيات.
يمنح MAA جوائز باسم Carl B. Allendoerfer سنويًا «للمقالات التوضيحية المتميزة» المنشورة في مجلة الرياضيات.

## أنظر أيضا
- الرياضيات الأمريكية الشهرية
- جائزة كارل بارنيت أليندورفر [الإنجليزية]

## للاستزادة
- Alexanderson، Gerald L.؛ Ross، Peter، المحررون (2007). The Harmony of the World: 75 Years of Mathematics Magazine. Washington: Mathematical Association of America. ISBN:978-0-88385-560-7.

## روابط خارجية
- الموقع الرسمي
- Mathematics Magazine at JSTOR
- Mathematics Magazine at Taylor & Francis